# Шестопал, Виктор Арнольдович
Виктор Арнольдович Шестопал (род. 1 октября 1936, Петропавловск) — советский и киргизский скульптор, Заслуженный художник Киргизской ССР (1985), Народный художник Киргизской Республики (1997), лауреат Государственной премии Кыргызской Республики имени Токтогула в области литературы, искусства и архитектуры (2002), профессор (2003), член Союза художников СССР (1970).

## Биография
Виктор Шестопал родился 1 октября в 1936 года в Петропавловске. Его отец отбывал заключение в КарЛАГе. Будучи бухгалтером лагеря, в одной из командировок познакомился с матерью Виктора, которая работала в аптеке. Брак не был зарегистрирован. После освобождения отца семья переехала в Одессу. В 1941 году, когда нацисты были на подступах к Одессе, семья эвакуировалась на Кубань, а оттуда — назад в Петропавловск, на родину матери Виктора. В 1944 году семья вернулась в Одессу.
В 1951 году, окончив художественную четырёхлетнюю школу и седьмой класс общеобразовательной школы, Шестопал подал документы в Одесское художественное училище на живописное отделение. В 1956 году окончил училище и был призван в армию, служил в Душанбе. В 1965 году окончил Ташкентский театрально-художественный институт имени А. Н. Островского. Во время учёбы Шестопала его работы стало покупать Министерство культуры Узбекской ССР. По окончании института, в 1965 году установил свой первый памятник — К. Марксу — в Янги-Юльском районе Ташкентской области УзССР.
С октября 1965 года живёт в Кыргызстане. С 1966 года работал преподавателем рисунка и скульптуры во Фрунзенском политехническом институте, Киргизском государственном университете строительства, транспорта и архитектуры, Киргизском государственном художественном училище имени С. А. Чуйкова, а с 1998 года — в Киргизско-российском славянском университете. Педагогический путь прошёл от преподавателя до профессора, заведующего кафедрой.
Сфера творчества — станковая и монументальная скульптура. Автор тематических композиций, цикла портретов выдающихся киргизов, произведений монументального искусства. Для Шестопала характерны внимательное изучение натуры, личных качеств и темперамента человека. Работал с разнообразными скульптурным материалам (камень, дерево, металл, керамика).
Среди монументальных скульптур наиболее значимыми являются памятник воинам, павшим в Великой Отечественной войне (Токмак); и памятник А. С. Пушкину, установленный в центре Бишкека рядом с Киргизско-российским славянским университетом. В соавторстве с Т. Герценом и В. Димовым, он создал тематические рельефы и монументальный портрет В. И. Ленина на Кировском водохранилище.
С 1953 года участвовал в республиканских, всесоюзных и международных выставках. Победитель ряда конкурсов скульптур выдающихся личностей: К. Скрябина — бронзовый памятник установлен в 1982 году; А. С. Пушкина — конкурс приурочен к 200-летию поэта (1999); Курманжан-датки (2001).
Большая часть (около 35) работ Шестопала хранится в Киргизском национальном музее изобразительных искусств имени Г. Айтиева. Некоторые — в частных коллекциях Нью-Йорка, Стамбула, Бишкека.

## Скульптуры
- Хирург. 1966. Гипс. Шамот. 65x95x45.
- Портрет девушки. 1968. Шамот. 25х21х26
- Мужская голова. 1968. Шамот. 32х23х27.
- 20-е годы. 1969. Бронза. 62х82х63.
- Современники (в соавторстве с А. Мухутдиновым). Алюминий. 110х72 х59.
- Счастье. Шамот. 76x52x105.
- Портрет актрисы Бакен Каддкеевой. 1974. Мрамор. 55x26x30.
- Бегущая по волнам. 1974—1975. Медь, выколотка. 72x80x57.
- Портрет формовщика завода им. М. В. Фрунзе Джолдоша Мусабесова. 1975. Медь кованная. 48x50x37.
- Портрет скульптора О. М. Мануйловой. 1975. Дерево. 60x40x40.
- Чабан. 1976. Металл, гранит. 30x20x20.
- Прядильщица Нурманбетова. 1977. Дерево. 125x58X37.
- Монументальная скульптура Памятник К. Марксу. 1965. Бетон.
- Памятник погибшим в Великой Отечественной войне 1941—1945 гг. (в соавт. с А. Мухутдиновым). 1967. Бетон.
- Памятник погибшим в Великой Отечественной войне (в соавт. с Мухутдиновым А.). 1967—1974. Бетон.
- Бюст В. И. Ленина и тематические рельефы на опорной стене Кировского водохранилища. 1972.
- Памятник погибшим в Великой Отечественной войне (в соавт. с Мухутдиновым А.). 1972. Бетон.
- Бюст писателя К. Джантоштева. 1974. Медь кованная.
- Бюст Героя Советского Союза Конкина. 1975. Бетон Памятник погибшим воинам. 1975. Бетон.

## Награды
- Орден «Манас» II степени (31 декабря 2021 года) — за большие достижения в профессиональной деятельности[4].
- Орден «Манас» III степени (16 мая 2007 года) — за заслуги перед государством и народом Кыргызстана, значительный вклад в развитие изобразительного искусства республики[5].
- Медаль Пушкина (23 августа 1999 года, Россия) — за большой вклад в сохранение и распространение российского культурного наследия в Киргизской Республике[6].
- Народный художник Кыргызской Республики (28 октября 1997 года) — за большой вклад в развитие изобразительного искусства[7].
- Заслуженный художник Киргизской ССР (1985).
- Государственная премия Кыргызской Республики имени Токтогула в области литературы, искусства и архитектуры (28 октября 2002 год)а  — за архитектурно-монументальное решение мемориального комплекса «Ата-Бейит» в урочище Чон-Таш[8]
- Почётный гражданин Бишкека (2009)[9].